# Promops
Promops — рід кажанів родини молосових Південної і Центральної Америки.

## Види
Promops centralis
Promops nasutus

## Морфологія
Морфометрія. Довжина голови й тіла: 60—90 мм, хвіст: 45—75 мм, передпліччя: 43—63 мм.
Опис. Забарвлення від сіро-коричневого до чорного блискучого кольору на верхніх частинах тіла, низ — дещо блідіший. Має короткий, широкий череп; горлових мішків немає. Promops centralis — найбільший вид цього роду.

## Стиль життя
Члени цього роду, здається, не стадні. Колонії приблизно з півдюжини осіб були знайдені спочиваючими в дуплах дерев і знизу пальмового листя. Наскільки відомо, харчується комахами.